# Donauinselfest
Le Donauinselfest est un festival en plein air organisé annuellement par le SPÖ sur l'île du Danube, à Vienne, en Autriche, depuis 1984 vers la fin juin (jusqu'en 1990 : fin mai) pendant un week-end. Avec près de trois millions de visiteurs cumulés (tous les chiffres de fréquentation étant basés sur les données de l'organisateur, sauf indication contraire) sur trois jours, il serait le plus grand festival de musique à entrée libre au monde.

## Histoire

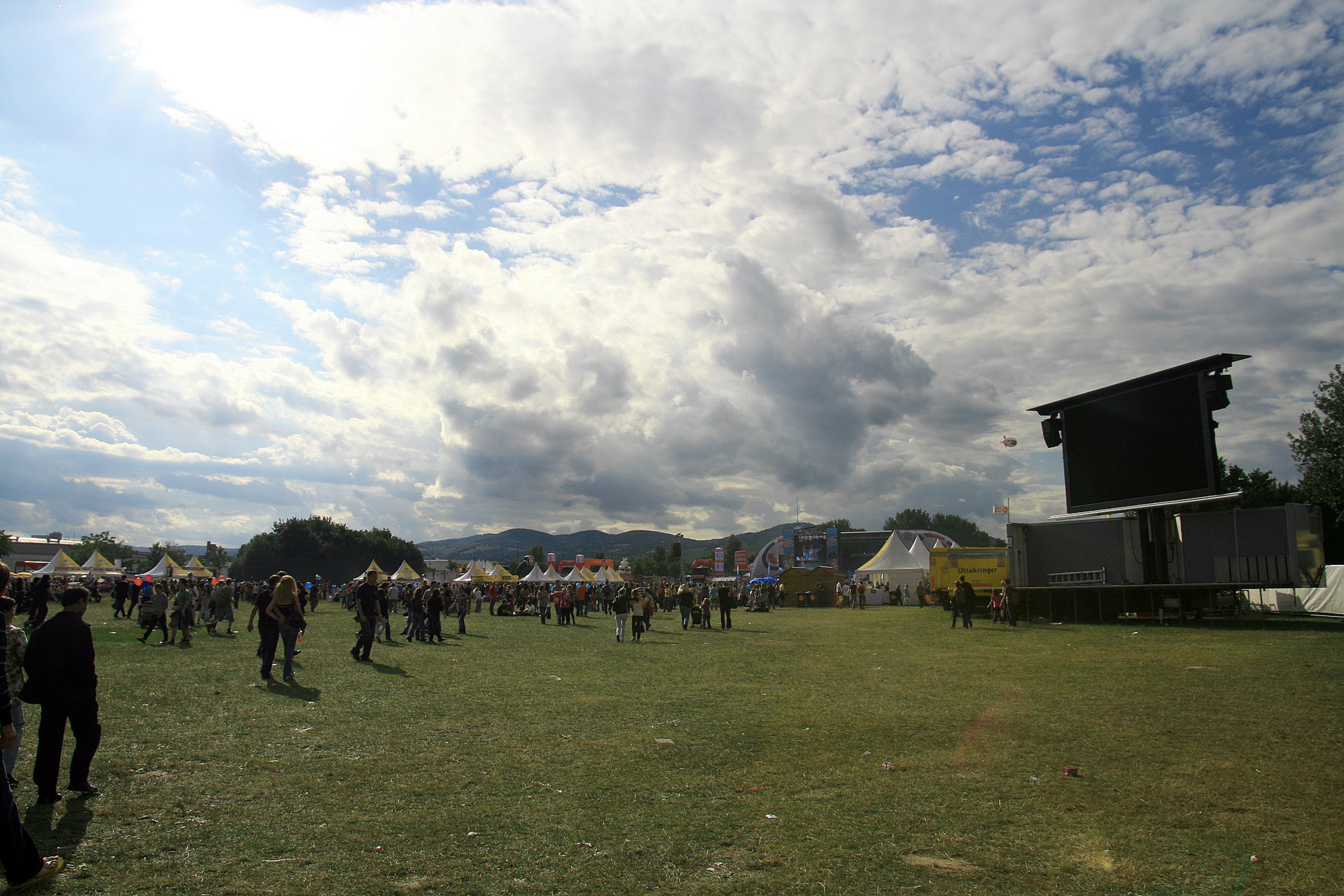
Près de la grande scène de fête (2011).

L'événement — qui regroupait le Parti social-démocrate d'Autriche (SPÖ), le Parti communiste d'Autriche (KPÖ), et le Parti populaire autrichien (ÖVP), — est initié par le politicien municipal Harry Kopietz. Il est précédé en 1983 par une « fête culturelle du printemps » qui se déroule dans la zone achevée autour du pont de Floridsdorf, sur l'île du Danube alors en cours d'achèvement. Les concerts de Minisex, Tom Pettings Hertzattacken et Heli Deinboek avaient attiré 160 000 visiteurs au lieu des 15 000 attendus.
Au fil des années, le « ballon d'essai » se transforme en une manifestation de trois jours sur un terrain de fête qui s'étend sur 4,5 km, du pont Reichsbrücke au pont Nordbrücke. Des musiciens de tous les genres musicaux et des représentants germanophones du cabaret se produisent sur quelque 27 scènes réparties sur le site, sans compter les nombreuses expositions de prestations, les stands de restauration, de vente et d'information. L'un des points forts est le feu d'artifice qui avait lieu chaque samedi et durait plus de 20 minutes. Depuis 2008, ils renoncent au feu d'artifice, car il détourne trop l'attention des nombreuses performances scéniques. Du point de vue de la sécurité, c'est également un avantage, car les pics de pollution lors du retour des visiteurs ont pu être quelque peu réduits. En 2009, ils prévoient d'organiser à une autre date un autre festival uniquement de feux d'artifice sur l'île du Danube, mais cette idée est abandonnée. Outre Ö3 et ORF Wien, Ö1 est présent au Donauinselfest depuis 1996 avec une tente culturelle. Au début des années 2000, FM4 devient (co)exploitant d'une des scènes.
La 25e édition du Donauinselfest n'a lieu que début septembre en raison du championnat d'Europe de football organisé en juin 2008, entre autres à Vienne. Depuis 2009, la fête a lieu comme d'habitude à la fin du mois de juin. Harry Kopietz, qui a organisé la Donauinselfest jusqu'en 2008, transmet ensuite la responsabilité principale à Christian Deutsch, qui a également succédé à Kopietz dans sa fonction de secrétaire du parti SPÖ au niveau régional. De 2005 à 2012, la direction du projet de la fête était assurée par Sascha Kostelecky. En novembre 2012, la direction du projet est annoncée confiée à Thomas Waldner.
Pour 2019, Barbara Novak, secrétaire nationale du parti SPÖ de Vienne, organisateur de l'événement, annonce que les femmes seraient mises à l'honneur sur les scènes et en tant que visiteurs, sous le slogan de la fête Zusammen sind wir Wien (français : Ensemble, nous sommes Vienne). Le hashtag #dif19, une sculpture rouge de 2 m de haut, fait le tour de Vienne et de la région de l'Est comme motif photographique promotionnel. En février et mars, un concours est organisé pour la participation de musiciens et une fête d'ouverture est célébrée début juin. Malgré la Fête-Dieu la veille, la fête de l'île a eu lieu comme d'habitude du 21 au 23 juin, le week-end précédant la fin des cours.
Le Donauinselfest 2020 devait initialement être reportée au mois de septembre en raison de la pandémie de Covid-19. En juin, il est annoncé qu'il se déroulerait sous une forme totalement différente (240 concerts pop-up du 1er juillet au 20 septembre),.